# Schematiza sallei
Schematiza sallei is een keversoort uit de familie bladkevers (Chrysomelidae). De wetenschappelijke naam van de soort werd in 1877 gepubliceerd door Martin Jacoby.